# 基本類
数学において、基本類(fundamental class)は、向きづけられた多様体 M に付随するホモロジー類 [M] であり、ホモロジー群 {\displaystyle H_{r}(M;\mathbf {Z} )\cong \mathbf {Z} } の生成子に対応する。基本類は、多様体の適切な三角分割の最高次数の単体の向きと考えることができる。

## 定義

### 閉多様体、向き付け可能多様体
M が次元 n の連結な向き付け可能な閉多様体とすると、最高次のホモロジー群は無限巡回群 {\displaystyle H_{n}(M,\mathbf {Z} )\cong \mathbf {Z} } であり、この多様体 M の向きは生成子を選ぶこと、つまり、同型 {\displaystyle \mathbf {Z} \to H_{n}(M,\mathbf {Z} )} を選ぶことである。この生成子を基本類(fundamental class)と呼ぶ。
M が単連結でなければ、基本類は、（各々の成分の向き付けに対応した）各々の連結成分の基本類の直和である。
ド・ラームコホモロジーとの関係では、基本類は「M 上の積分」を表現する。すなわち、滑らかな多様体 M に対して、n-形式 ω は、基本類とペア
{\displaystyle \langle \omega ,[M]\rangle =\int _{M}\omega }
ととることができる。これは M 上の ω の積分であり、ω のコホモロジー類のみに依存する。

### スティーフェル・ホイットニー類
M が向き付け不能であれば、ホモロジー群は無限巡回群ではなく：  {\displaystyle H_{n}(M,\mathbf {Z} )\ncong \mathbf {Z} } 、M の向き付けを定義できない。実際、向き付け不能多様体上の微分 n-形式を積分することはできない。
すべての閉多様体は {\displaystyle \mathbf {Z} _{2}}-向き付け可能であり、（M が連結であれば、）{\displaystyle H_{n}(M;\mathbf {Z} _{2})\cong \mathbf {Z} _{2}} である。このように、すべての閉多様体は、{\displaystyle \mathbf {Z} _{2}}-向きつけられ、（一意に向き付けが決定でき）{\displaystyle \mathbf {Z} _{2}}-基本類を持つ。
この {\displaystyle \mathbf {Z} _{2}}-基本類は、スティーフェル・ホイットニー数を定義することに使われる。

### 境界のある場合
M が境界を持つコンパクトな向きつけ可能多様体であれば、最高次相対ホモロジー群は、再び、無限巡回群 {\displaystyle H_{n}(M,\partial M)\cong \mathbf {Z} } となり、閉多様体であれば基本類の考え方が相対的な場合へも拡張できる。

## ポアンカレ双対性
任意のアーベル群 {\displaystyle G} と非負である整数 {\displaystyle q\geq 0} に対し、基本類と {\displaystyle q} -次ホモロジー群のキャップ積をとることにより、同型
{\displaystyle [M]\cap :H^{q}(M;G)\rightarrow H_{n-q}(M;G)}
を得る。この同型は、ポアンカレ双対性
{\displaystyle H^{*}(M,R)\to H_{n-*}(M,R)}
をもたらす。また、ポアンカレ双対性は相対的な場合にも拡張される。

## 応用
リー群の旗多様体(flag variety)のブリュア分解において、基本類は最高次元シューベルト胞体(Schubert cell)、あるいは、同じことであるが、コクセター群の最低元(longest element of a Coxeter group)に対応する。

## 参照項目
- コクセター群の最低元（英語版）(longest element of a Coxeter group)
- ポアンカレ双対性